# Hein Otterspeer
Hein Otterspeer (ur. 11 listopada 1988 w Goudzie) – holenderski łyżwiarz szybki, trzykrotny medalista mistrzostw świata, zdobywca Pucharu Świata.

## Kariera
Największy sukces w karierze Hein Otterspeer osiągnął w 2013 roku, kiedy zajął trzecie miejsce podczas mistrzostw świata w sprincie w Salt Lake City. W zawodach tych wyprzedzili go jedynie jego rodak, Michel Mulder oraz Pekka Koskela z Finlandii. Jest to jedyny medal wywalczony przez Otterspeera na międzynarodowej imprezie tej rangi. Kilkukrotnie stawał na podium zawodów Pucharu Świata, odnosząc przy tym dwa zwycięstwa. Najlepsze wyniki osiągnął w sezonie 2012/2013, kiedy zajął trzecie miejsce w klasyfikacji końcowej 1000 m. Lepsi okazali się tylko Kjeld Nuis i Shani Davis z USA. Nigdy nie wziął udziału w igrzyskach olimpijskich.